# Nigéria az 1968. évi nyári olimpiai játékokon
Nigéria a mexikói Mexikóvárosban megrendezett 1968. évi nyári olimpiai játékok egyik részt vevő nemzete volt. Az országot az olimpián 3 sportágban 36 sportoló képviselte, akik érmet nem szereztek.

## Atlétika
Férfi
| Versenyző                                                      | Versenyszám     | Előfutam | Előfutam | Előfutam | Negyeddöntő | Negyeddöntő | Negyeddöntő | Elődöntő | Elődöntő | Elődöntő | Döntő   | Döntő    |
| Versenyző                                                      | Versenyszám     | Idő      | Hely.    | Össz.    | Idő         | Hely.       | Össz.       | Idő      | Hely.    | Össz.    | Idő     | Helyezés |
| -------------------------------------------------------------- | --------------- | -------- | -------- | -------- | ----------- | ----------- | ----------- | -------- | -------- | -------- | ------- | -------- |
| Kolawole Abdulai                                               | 100 m           | 10,45    | 4.       | 21.**    | 10,38       | 7.          | 22.**       | kiesett  | kiesett  | kiesett  | kiesett | kiesett  |
| Robert Ojo                                                     | 100 m           | 10,47    | 4.       | 26.*     | 10,58       | 8.          | 32.         | kiesett  | kiesett  | kiesett  | kiesett | kiesett  |
| David Ejoke                                                    | 200 m           | 21,09    | 5.       | 27.      | 20,99       | 5.          | 19.         | kiesett  | kiesett  | kiesett  | kiesett | kiesett  |
| Anthony Egwunyenga                                             | 400 m           | 47,37    | 6.       | 43.      | kiesett     | kiesett     | kiesett     | kiesett  | kiesett  | kiesett  | kiesett | kiesett  |
| Mamman Makama                                                  | 400 m           | 46,49    | 3.       | 24.      | 46,41       | 7.          | 25.         | kiesett  | kiesett  | kiesett  | kiesett | kiesett  |
| Musa Dogon Yaro                                                | 400 m           | 46,24    | 3.       | 18.      | 46,19       | 5.          | 17.*        | kiesett  | kiesett  | kiesett  | kiesett | kiesett  |
| Martin Ande                                                    | Maraton         |          |          |          |             |             |             |          |          |          | 3:03:47 | 54.      |
| Timon Oyebami Robert Ojo Benedict Majekodunmi Kolawole Abdulai | 4 × 100 m váltó | 39,47    | 5.       | 11.      |             |             |             | kizárták | kizárták | kizárták | kiesett | kiesett  |
| Mamman Makama David Ejoke Musa Dogon Yaro Anthony Egwunyenga   | 4 × 400 m váltó | 3:05,78  | 3.       | 10.      |             |             |             |          |          |          | kiesett | kiesett  |

| Versenyző   | Versenyszám | Selejtező | Selejtező | Döntő    | Döntő    |
| Versenyző   | Versenyszám | Eredmény  | Helyezés  | Eredmény | Helyezés |
| ----------- | ----------- | --------- | --------- | -------- | -------- |
| Samuel Igun | Hármasugrás | 15,46 m   | 28.       | kiesett  | kiesett  |

Női
| Versenyző                                                        | Versenyszám     | Előfutam | Előfutam | Előfutam | Negyeddöntő      | Negyeddöntő      | Negyeddöntő      | Elődöntő | Elődöntő | Elődöntő | Döntő   | Döntő    |
| Versenyző                                                        | Versenyszám     | Idő      | Hely.    | Össz.    | Idő              | Hely.            | Össz.            | Idő      | Hely.    | Össz.    | Idő     | Helyezés |
| ---------------------------------------------------------------- | --------------- | -------- | -------- | -------- | ---------------- | ---------------- | ---------------- | -------- | -------- | -------- | ------- | -------- |
| Oyeronke Akindele                                                | 200 m           | 23,91    | 4.       | 22.      |                  |                  |                  | kiesett  | kiesett  | kiesett  | kiesett | kiesett  |
| Oyeronke Akindele                                                | 100 m           | 11,70    | 5.       | 21.      | 11,75            | 7.               | 27.              | kiesett  | kiesett  | kiesett  | kiesett | kiesett  |
| Olajumoke Bodunrin                                               | 100 m           | 11,71    | 4.       | 22.**    | nem állt rajthoz | nem állt rajthoz | nem állt rajthoz | kiesett  | kiesett  | kiesett  | kiesett | kiesett  |
| Olajumoke Bodunrin                                               | 400 m           | 57,09    | 8.       | 28.      |                  |                  |                  | kiesett  | kiesett  | kiesett  | kiesett | kiesett  |
| Olajumoke Bodunrin Janet Omorogbe Mairo Jinadu Oyeronke Akindele | 4 × 100 m váltó | 45,23    | 6.       | 11.      |                  |                  |                  |          |          |          | kiesett | kiesett  |

| Versenyző     | Versenyszám | Selejtező | Selejtező | Döntő    | Döntő    |
| Versenyző     | Versenyszám | Eredmény  | Helyezés  | Eredmény | Helyezés |
| ------------- | ----------- | --------- | --------- | -------- | -------- |
| Violet Odogwu | Távolugrás  | 645 cm    | 4.        | 623 cm   | 9.       |

* - egy másik versenyzővel azonos időt ért el

** - három másik versenyzővel azonos időt ért el

## Labdarúgás
| Nigériai labdarúgócsapat-játékoskeret | Nigériai labdarúgócsapat-játékoskeret |
| --- | --- |
| - Peter Anieke - Fred Aryee - Joseph Aghoghovbia - Sebastian Brodrick - Peter Fregene - Samuel Okoye Garba - Paul Hamilton - Anthony Igwe - Mohammed Lawal - Clement Obojememe | - Augustine Ofuokwu - Samuel Okoye - Kenneth Olayombo - Segun Olumodeji - Muwiya Oshode - Abdul Ganiyu Salami - Durajaiyef Adigun* - Willy Andrews* - Yakubu Ibrahim* |

* - nem játszott csak nevezve volt

### Eredmények
Csoportkör
B csoport
| Csapat        | M | Gy | D | V | G+ | G– | Gk | P |
| ------------- | - | -- | - | - | -- | -- | -- | - |
| Spanyolország | 3 | 2  | 1 | 0 | 4  | 0  | +4 | 5 |
| Japán         | 3 | 1  | 2 | 0 | 4  | 2  | +2 | 4 |
| Brazília      | 3 | 0  | 2 | 1 | 4  | 5  | –1 | 2 |
| Nigéria       | 3 | 0  | 1 | 2 | 4  | 9  | –5 | 1 |

| 1968. október 14. |

| Japán (JPN)          | 3–1               | Nigéria   |
| -------------------- | ----------------- | --------- |
| Kamamoto 24' 72' 89' | (1–1) Jegyzőkönyv | Okoye 33' |

| Cuauhtémoc stadion, Puebla Játékvezető: Ramón Mármol (SLV) Asszisztensek: Erwin Hieger (PER), Augusto Robles (GUI) |

| 1968. október 16. |

| Spanyolország (ESP)       | 3–0               | Nigéria |
| ------------------------- | ----------------- | ------- |
| Ortuño 27' Grande 52' 69' | (1–0) Jegyzőkönyv |         |

| Azteca stadion, Mexikóváros Játékvezető: Augusto Robles (GUA) Asszisztensek: Erwin Hieger (PER), Ávráhám Klein (ISR) |

| 1968. október 18. |

| Brazília (BRA)                                  | 3–3               | Nigéria                     |
| ----------------------------------------------- | ----------------- | --------------------------- |
| Ferretti 50' 55′ Olumodeji 59' (öngól) Tião 65' | (0–3) Jegyzőkönyv | Olayombo 10' 41' Anieke 19' |

| Cuauhtémoc stadion, Puebla Játékvezető: Seyoum Tarekegn (ETH) Asszisztensek: Ávráhám Klein (ISR), Vancsaj Szuvari (THA) |

| Csapat        | Helyezés |
| ------------- | -------- |
| Nigéria (NGR) | 14.      |

## Ökölvívás
| Versenyző             | Versenyszám  | Selejtező                 | 32-es főtábla              | Nyolcaddöntő                   | Negyeddöntő                | Elődöntő          | Döntő             | Helyezés |
| Versenyző             | Versenyszám  | Ellenfél Eredmény         | Ellenfél Eredmény          | Ellenfél Eredmény              | Ellenfél Eredmény          | Ellenfél Eredmény | Ellenfél Eredmény | Helyezés |
| --------------------- | ------------ | ------------------------- | -------------------------- | ------------------------------ | -------------------------- | ----------------- | ----------------- | -------- |
| Gabriel Ogun          | Papírsúly    |                           | erőnyerő                   | Stefan Aleksandrov (BUL) · 4-1 | Harlan Marbley (USA) · 0-5 | kiesett           | kiesett           | 5.       |
| John Dadigi           | Harmatsúly   | Horst Rascher (FRG) · RSC | kiesett                    | kiesett                        | kiesett                    | kiesett           | kiesett           | 33.      |
| Dele Jonathan         | Könnyűsúly   | Marcos Chinea (ESP) · 5-0 | Enzo Petriglia (ITA) · 0-5 | kiesett                        | kiesett                    | kiesett           | kiesett           | 17.      |
| Fidelis Onye Som      | Váltósúly    | erőnyerő                  | Donato Paduano (CAN) · 1-4 | kiesett                        | kiesett                    | kiesett           | kiesett           | 17.      |
| Fatai Ayinla-Adekunle | Félnehézsúly |                           | erőnyerő                   | Enrique Villarreal (MEX) · RSC | Ion Monea (ROU) · 2-3      | kiesett           | kiesett           | 5.       |